# Dorfkirche Kagel

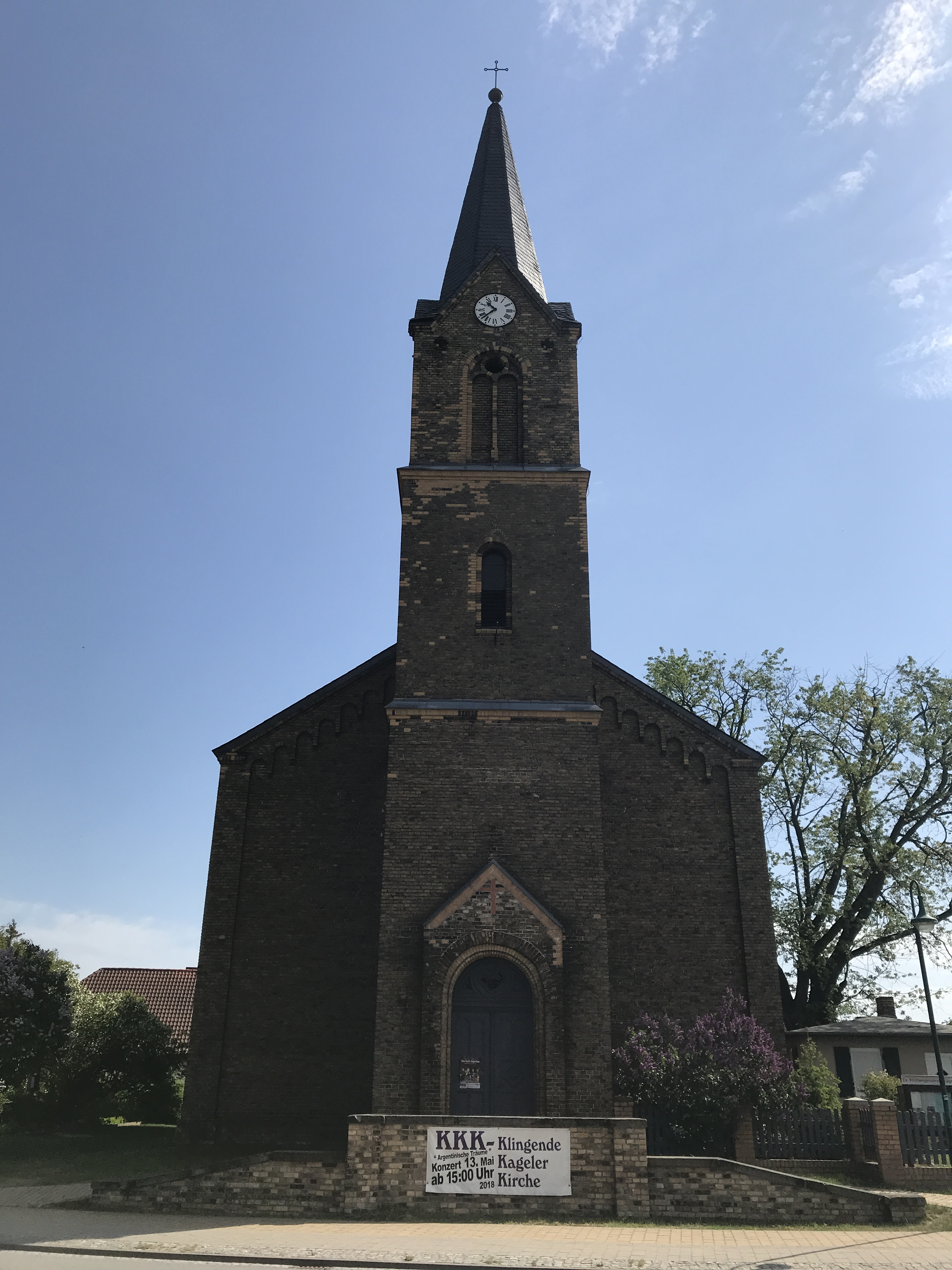
Dorfkirche Kagel

Die evangelische Dorfkirche Kagel ist eine Saalkirche im Rundbogenstil aus dem 19. Jahrhundert in Kagel, einem Ortsteil der Gemeinde Grünheide (Mark) im Landkreis Oder-Spree im Land Brandenburg. Die Kirchengemeinde gehört zum Kirchenkreis Oderland-Spree der Evangelischen Kirche Berlin-Brandenburg-schlesische Oberlausitz.

## Lage
Die Gerhart-Hauptmann-Straße führt in Nord-Süd-Richtung als zentrale Verbindungsachse durch den Ort. Am Dorfanger zweigt die Schulstraße nach Osten hin ab. Auf dem so eingeschlossenen Grundstück steht die Kirche auf einer leicht erhöhten Fläche, die nicht eingefriedet ist.

## Geschichte
Der Sakralbau wurde in den Jahren 1869 bis 1871 im Stil der Schinkel-Schule errichtet. Der Entwurf stammte vom Bauinspektor Eduard Bürkner; die Ausführung übernahm vermutlich Stretthoff. Die Kirche ersetze einen Vorgängerbau, der aus Fachwerk vermutlich im 18. Jahrhundert errichtet worden war. Von diesem Bauwerk sind Zeichnungen und ein Grundriss vorhanden. 1990 sanierten Dachdecker das Kirchendach. Weitere Arbeiten konnten aus Geldmangel nicht ausgeführt werden. 2011 gründete sich ein Förderverein, um die mittlerweile erforderliche Grundsanierung anzustoßen. 2015 konnte die Orgel saniert werden, 2019 wurden Schäden an der Fassade und den Fenstern sowie im Sockelbereich ausgebessert.

## Baubeschreibung

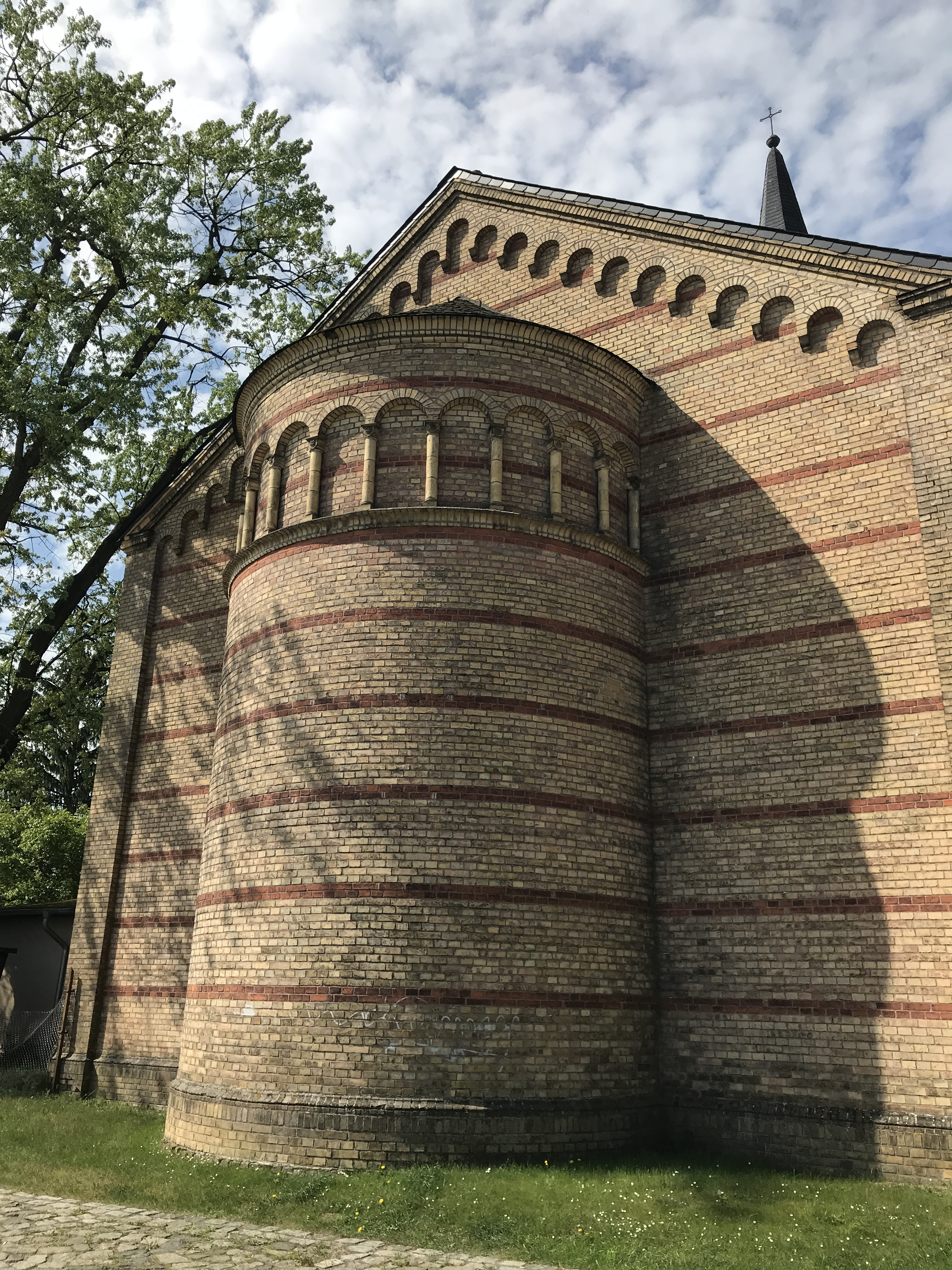
Ansicht von Osten

Die Baumeister nutzten für den Bau im Wesentlichen gelben Mauerstein; farbliche Akzente entstanden mit rötlichem Mauerstein, der in horizontalen Streifen das Gebäude umläuft. Die halbkreisförmige Apsis ist fensterlos und stark eingezogen. Unterhalb des kegelförmigen Dachs ist eine Arkadenreihe mit gekuppelten Säulen.
Daran schließt sich das Kirchenschiff an, dessen Ostseite ebenfalls fensterlos ist. Im Giebel ist am Übergang zum Dach ein umlaufender, nach unten geöffneter Rundbogenfries. Die Nordseite hat im unteren Geschoss insgesamt vier Fensterpaare mit je zwei gekuppelten Rundbogenfenstern und nach Osten hin eine zugesetzte Rundbogenpforte. Über der Pforte sind fünf große Rundbogenfenster. Diese Formen finden sich auch auf der Südseite des Langhauses wieder. Die Westwand ist ebenfalls geschlossen, am Übergang zum Dach ein weiterer Rundbogenfries.
Der Westturm ist quadratisch und stark eingezogen. Er kann durch ein großes Rundbogenportal von Westen her betreten werden, darüber ein Giebel. An der Nord- und Südseite ist je ein kleines Rundbogenfenster. Das mittlere Geschoss wird durch ein Gesims vom Untergeschoss getrennt. Dort ist an den drei zugänglichen Seiten je eine rundbogenförmige Klangarkade, gefolgt von einem weiteren Gesims. Darauf sitzt das Turmgeschoss mit einer rundbogenförmigen Blende, in die zwei gekuppelte Klangarkaden eingelassen sind, darüber ein Ochsenauge. Im Giebel ist an jeder Seite eine Turmuhr. Der Turm schließt mit einem oktogonalen Faltdach mit Turmkugel und Kreuz ab.

## Ausstattung
Die Kirchenausstattung stammt einheitlich aus der Bauzeit des Gebäudes. Über der Mensa befindet sich ein Gemälde, das den auferstandenen Jesus Christus zeigt. Im Innenraum befindet sich eine Hufeisenempore; der Dachstuhl ist offen. 1871 baute Ferdinand Dinse eine Orgel ein.
Südlich der Kirche steht ein Obelisk aus Rüdersdorfer Kalkstein aus den Jahren 1920 und 1940, der an die Gefallenen der Weltkriege erinnert.